# Cratère de Gardnos
Le cratère de Gardnos est une formation géologique résultant d'un impact météoritique, située dans le sud de la Norvège, à une dizaine de kilomètres au nord-ouest de Nesbyen dans la région de Hallingdal, entre Oslo et Bergen.
L'impact, d'un diamètre de quelque cinq kilomètres et profond de 500 mètres, est daté d'environ 650 millions d'années (Protérozoïque). Le cratère est visible en surface, mais il a été grandement exposé à l'érosion.

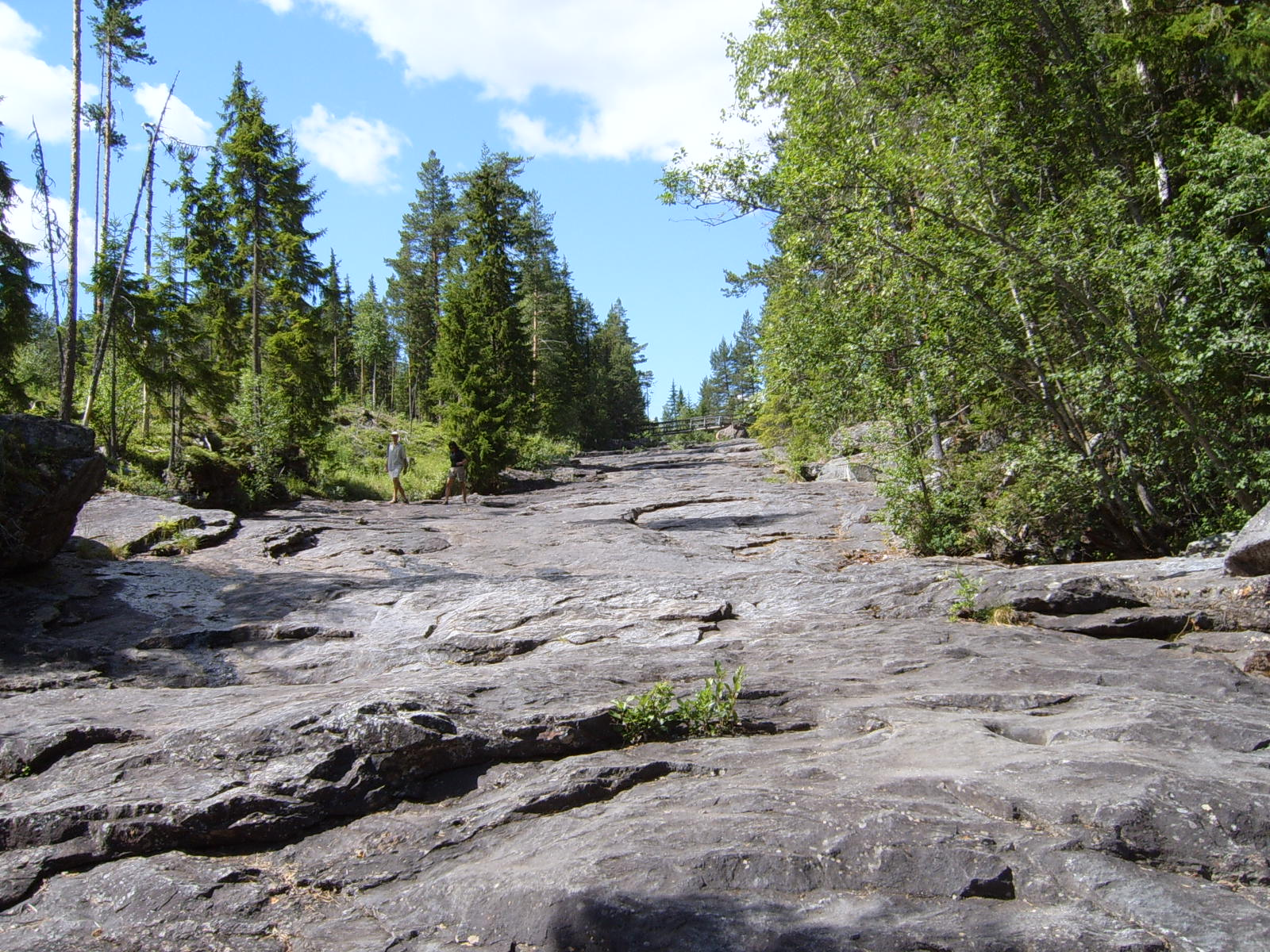
Rivière sur les flancs du dôme
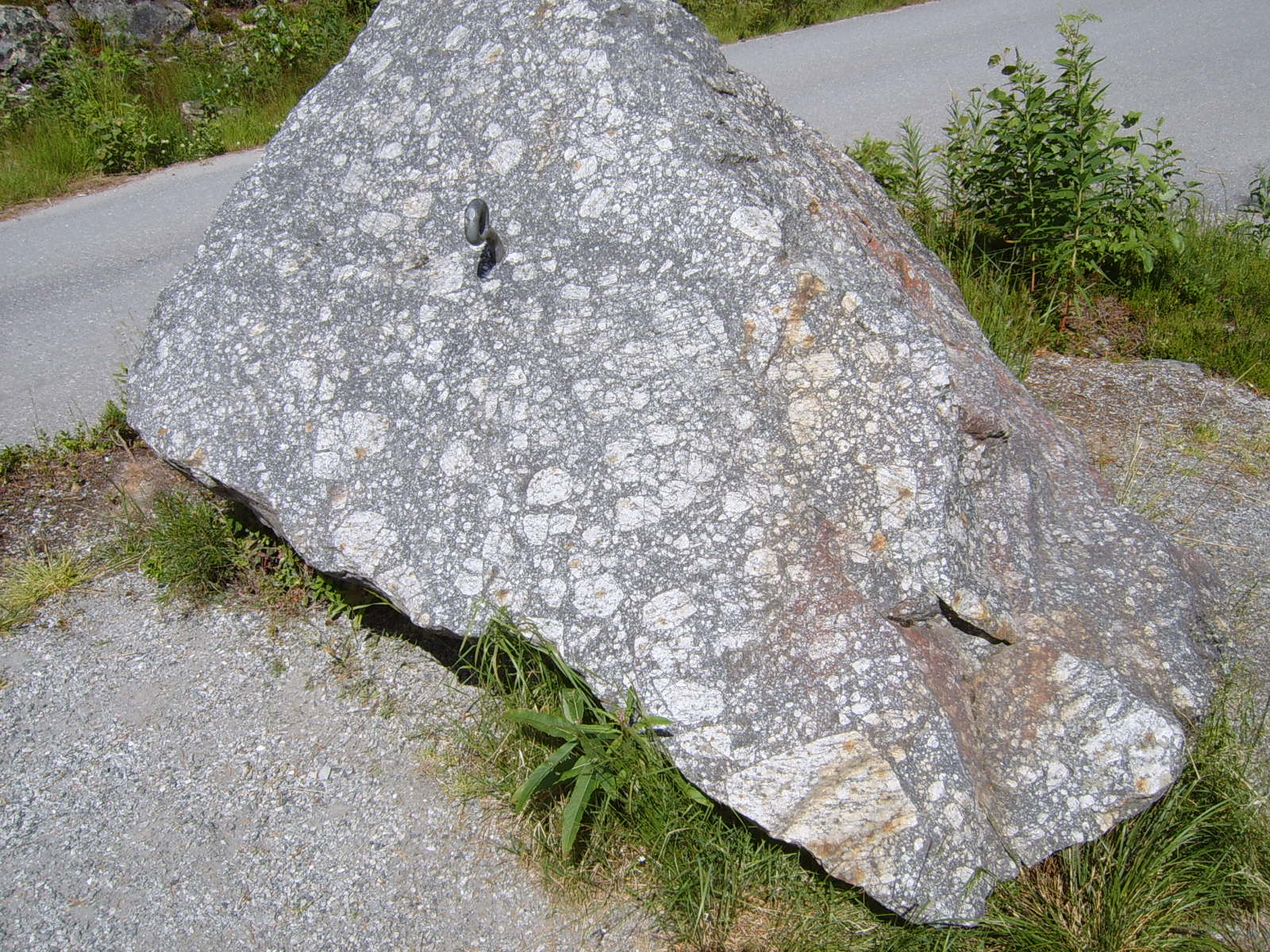
Bloc de conglomérat